# Nagy Patrik
Nagy Patrik (Győr, 1991. február 16. –) magyar labdarúgó, középpályás. A 2010-es szezon első felét a Ferencvárosnál töltötte kölcsönben, míg a tavaszi szezonra Angyalföldre került, ahol a Vasasnál játszott. Többszörös magyar korosztályos válogatott.

## Pályafutása
Nagy négyévesen a Győri ETO csapatánál kezdte pályafutását. 2004-ben szerződött az osztrák Rapid Wien utánpótláscsapatába.

### Rapid Wien
Az utánpótláscsapattal 2008-ban megnyerte az osztrák tartalékbajnokságot. 2009-ben került fel a Rapid második csapatába, amellyel a 2009–2010-es a harmadosztályú pontvadászatot az ötödik helyen fejezte be. Nagy tizenkétszer kapott szerepet és két gólt szerzett.
A Rapid Wien első csapatában csak felkészülési mérkőzéseken jutott szerepelt.

### Ferencváros
2010 nyarán egy évre a Ferencváros csapatához került kölcsönbe. Tétmérkőzésen először 2010. július 28-án lépett pályára a Lombard Pápa elleni ligakupa-mérkőzésen. A találkozón a 77. percben cserélte le edzője, Prukner László.
Az őszi szezon után visszatért Ausztriába.

### Vasas
A 2010-2011-es szezon második felében a Vasas vette kölcsön az átigazolási szezon végén. Később megfordult a Kecskeméti TE és az osztrák negyedosztályú SV Seligenporten csapataiban is.

### Haladás
2015 nyarán a Szombathelyi Haladás igazolta le, majd a 2016-17-es idényt az NB II-es Soproni VSE-nél töltötte. 2017 nyarán az élvonalból kieső Gyirmót FC játékosa lett.

## Külső hivatkozások
- Adatlapja a Ferencvárosi TC hivatalos honlapján (magyarul)
- Adatlapja a HLSZ.hu-n (magyarul)
- Adatlapja az FTC Baráti Kör oldalán (magyarul)